# Televators
«Televators» es una canción interpretada por la banda estadounidense The Mars Volta. Fue lanzada en 2004 como el segundo sencillo de su álbum De-Loused in the Comatorium. La canción representa el momento en que el personaje "Cerpin Taxt" (basado en el amigo de la banda Julio Venegas) se suicida.

## Video musical
El video musical de la canción está ambientado en un bosque tropical y está hecho casi completamente con animación por computadora. El video muestra a los animales interactuando con su hábitat y termina con una escena en la cual un tarsero se suicida saltando desde una rama. De hecho, los tarseros en cautiverio son víctimas del estrés y tienden a lastimarse e incluso matarse a sí mismos.

## Listado de canciones
| Sencillo en CD |                                      |          |  |
| N.º            | Título                               | Duración |  |
| 1.             | «Televators»                         |          |  |
| 2.             | «Take the Veil Cerpin Tax» (en vivo) | 12:19    |  |
| 3.             | «Televators» (video)                 |          |  |

| Sencillo de 10 pulgadas |                       |          |  |
| N.º                     | Título                | Duración |  |
| 1.                      | «Televators»          |          |  |
| 2.                      | «Eriatarka» (en vivo) | 7:38     |  |